# (6628) Dondelia
(6628) Dondelia (1981 WA1) – planetoida z grupy pasa głównego asteroid okrążająca Słońce w ciągu 4,95 lat w średniej odległości 2,9 j.a. Odkryta 24 listopada 1981 roku.